# Belemnite Valley
Das Belemnite Valley (englisch für Belemnitental) ist ein Tal an der Ostküste der westantarktischen Alexander-I.-Insel. Es liegt 1,3 km nordwestlich des Fossil Bluff und wird nördlich durch den Eros-Gletscher begrenzt. Das größtenteils eis- und schneefreie Tal ist durch einen zentral verlaufenden Schmelzwasserfluss gekennzeichnet.
In wissenschaftlichen Berichten der 1960er Jahre ist es als Hollow Valley (englisch für leeres Tal) und bis heute zeitweilig als Happy Valley (englisch für glückliches Tal) benannt. Den hier geführten Namen erhielt das Tal am 23. April 1998 durch das UK Antarctic Place-Names Committee nach den Belemniten, die hier gefunden wurden.